# 玉山蔷薇
玉山蔷薇（学名：Rosa morrisonensis），为蔷薇科蔷薇属下的一个植物种。